# La cigüeña distraída
La cigüeña distraída és una pel·lícula de comèdia mexicana del 1966 dirigida per Emilio Gómez Muriel i protagonitzada pel duo Viruta y Capulina, interpretats per Marco Antonio Campos i Gaspar Henaine.

## Sinopsi
Dues dones diferents donen a llum germans bessons a un hospital i, quan parlen fora de l’hospital, els pares (Viruta i Capulina) confonen els seus nadons quan s'acomiaden. Alguns anys després, una de les parelles és un parell de germans rics i ben educats que estan destinats a casar-se amb una parella de germanes riques, Alma i Maria Castillo, mentre que l’altra parella de germans, uns nois pobres però simpàtics, s'enamoren d'Emília i la Rosita, les minyones dels rics bessons. Quan les dues parelles es troben, es produeix confusió per totes bandes. Després de diverses situacions que gairebé trenquen el compromís de les quatre parelles, les noies s'adonen del problema i esmenen amb els nois.

## Repartiment
- Marco Antonio Campos - Viruta Palacios / Viruta Corrales
- Gaspar Henaine - Capulina Palacios / Capulina Corrales
- Alma Delia Fuentes - María Castillo
- María Duval - Alma Castillo
- Emily Cranz - Emilia
- Rosa María Vázquez - Rosita
- Antonio Henaine - Capulina, Jr.
- Francisco Navarrete - Viruta, Jr.
- Fannie Kauffman - Mrs. Palacios
- Óscar Ortiz de Pinedo - Fiscal Atenógeres Castillo
- Arturo Castro - Fiscal Arturo Castro
- Mary Ellen - Miss Offside
- Antonio Raxel - Don Antonio
- Mario García "Harapos" - Ladre petit
- Pedro de Urdimalas - Jaime